# Route d'Occitanie
Route d'Occitanie je etapový cyklistický závod konaný v regionu Okcitánie na jihu Francie. Od roku 2005 je závod organizován jako součást UCI Europe Tour na úrovni 1.1. Závod se obvykle koná týden před Tour de France. Posledním vítězem (2022) je Michael Woods (Israel–Premier Tech). Jméno závodu se v průběhu let měnilo; mezi lety 1977 a 1981 se závod jmenoval Tour du Tarn, v období let 1982 a 1987 se nazýval Tour Midi-Pyrénées, od roku 1988 po rok 2017 se jmenoval La Route du Sud a své současné jméno, Route d'Occitanie, závod získal v roce 2018.

## Seznam vítězů
| Rok  | Země          | Jezdec                    | Tým                             |
| ---- | ------------- | ------------------------- | ------------------------------- |
| 1977 | Francie       | Jacques Esclassan         | Peugeot–Esso–Michelin           |
| 1978 | Francie       | Pierre-Raymond Villemiane | Renault–Gitane–Campagnolo       |
| 1979 | Francie       | Yvon Bertin               | Renault–Gitane                  |
| 1980 | Francie       | Gilbert Duclos-Lassalle   | Peugeot–Esso–Michelin           |
| 1981 | Francie       | Jean-René Bernaudeau      | Peugeot–Esso–Michelin           |
| 1982 | Itálie        | Francesco Moser           | Famcucine                       |
| 1983 | Francie       | Gilbert Duclos-Lassalle   | Peugeot–Shell–Michelin          |
| 1984 | Francie       | Pascal Simon              | Peugeot–Shell–Michelin          |
| 1985 | Irsko         | Stephen Roche             | La Redoute                      |
| 1986 | Švýcarsko     | Niki Rüttimann            | La Vie Claire                   |
| 1987 | Francie       | Régis Clère               | Teka                            |
| 1988 | Francie       | Ronan Pensec              | Z–Peugeot                       |
| 1989 | Francie       | Gilbert Duclos-Lassalle   | Z–Peugeot                       |
| 1990 | Francie       | Yves Bonnamour            | Castorama                       |
| 1991 | Švýcarsko     | Laurent Dufaux            | Helvetia–La Suisse              |
| 1992 | Litva         | Artūras Kasputis          | Postobón–Manzana–Ryalcao        |
| 1993 | Francie       | Éric Boyer                | GAN                             |
| 1994 | Kolumbie      | Álvaro Mejía              | Motorola                        |
| 1995 | Švýcarsko     | Laurent Dufaux            | Festina–Lotus                   |
| 1996 | Francie       | Laurent Jalabert          | ONCE                            |
| 1997 | Austrálie     | Patrick Jonker            | Rabobank                        |
| 1998 | Francie       | Armand de Las Cuevas      | Banesto                         |
| 1999 | Spojené státy | Jonathan Vaughters        | U.S. Postal Service             |
| 2000 | Polsko        | Tomasz Brożyna            | Banesto                         |
| 2001 | Kazachstán    | Andrej Kivilev            | Cofidis                         |
| 2002 | Spojené státy | Levi Leipheimer           | Rabobank                        |
| 2003 | Austrálie     | Michael Rogers            | Quick-Step–Davitamon            |
| 2004 | Austrálie     | Bradley McGee             | FDJeux.com                      |
| 2005 | Francie       | Sandy Casar               | Française des Jeux              |
| 2006 | Francie       | Thomas Voeckler           | Bouygues Télécom                |
| 2007 | Španělsko     | Óscar Sevilla             | Relax–GAM                       |
| 2008 | Irsko         | Dan Martin                | Slipstream–Chipotle             |
| 2009 | Polsko        | Przemysław Niemiec        | Miche–Silver Cross–Selle Italia |
| 2010 | Francie       | David Moncoutié           | Cofidis                         |
| 2011 | Bělorusko     | Vasil Kiryjenka           | Movistar Team                   |
| 2012 | Kolumbie      | Nairo Quintana            | Movistar Team                   |
| 2013 | Francie       | Thomas Voeckler           | Team Europcar                   |
| 2014 | Irsko         | Nicolas Roche             | Tinkoff–Saxo                    |
| 2015 | Španělsko     | Alberto Contador          | Tinkoff–Saxo                    |
| 2016 | Kolumbie      | Nairo Quintana            | Movistar Team                   |
| 2017 | Švýcarsko     | Silvan Dillier            | BMC Racing Team                 |
| 2018 | Španělsko     | Alejandro Valverde        | Movistar Team                   |
| 2019 | Španělsko     | Alejandro Valverde        | Movistar Team                   |
| 2020 | Kolumbie      | Egan Bernal               | Ineos Grenadiers                |
| 2021 | Španělsko     | Antonio Pedrero           | Movistar Team                   |
| 2022 | Kanada        | Michael Woods             | Israel–Premier Tech             |
| 2023 | Kanada        | Michael Woods             | Israel–Premier Tech             |

### Vícenásobní vítězové
| Vítězství | Jezdec                        | Ročníky          |
| --------- | ----------------------------- | ---------------- |
| 3         | Gilbert Duclos-Lassalle (FRA) | 1980, 1983, 1989 |
| 2         | Laurent Dufaux (SUI)          | 1991, 1995       |
| 2         | Thomas Voeckler (FRA)         | 2006, 2013       |
| 2         | Nairo Quintana (COL)          | 2012, 2016       |
| 2         | Alejandro Valverde (ESP)      | 2018, 2019       |
| 2         | Michael Woods (CAN)           | 2022, 2023       |

### Vítězství dle zemí
| Vítězství | Země                                      |
| --------- | ----------------------------------------- |
| 18        | Francie                                   |
| 5         | Španělsko                                 |
| 4         | Kolumbie, Švýcarsko                       |
| 3         | Austrálie, Irsko                          |
| 2         | Polsko, Kanada                            |
| 1         | Bělorusko, Itálie, Kazachstán, Litva, USA |
| 1         | žádný vítěz                               |